# 김의성
김의성(金義聖, 1965년 12월 17일~)은 대한민국의 배우이다.
1988년 영화 《성공시대》로 스크린에 데뷔, 영화 <네온 속으로 노을지다>(1995)와 <무소의 뿔처럼 혼자서 가라>(1995), <엄마에게 애인이 생겼어요!>(1995)의 주연을 맡아 배우로서 입지를 넓혔다. 특히 홍상수 감독의 데뷔작 영화 <돼지가 우물에 빠진 날> (1996)에서 인상깊은 연기를 선보여 한국 영화의 새로운 시대를 열었다는 평을 받았다. 2016년 천만영화 <부산행>(2016)과 인기드라마 <W>(2016)에서 극강의 악역으로 깊은 인상을 남겼다.
<부산행>의 ‘용석’과 <W>의 ‘오성무’, 두 악역 캐릭터를 그려내는 그의 명품연기는 대중들을 현실과 극을 구분하지 못 할 정도로 분노하게 했고, 또 열광케 했다.

## 학력
- 영동고등학교(졸업)
- 서울대학교 경영학(학사)[1]

## 출연 작품

### 영화
| 연도 | 제목                      | 역할                 | 비고                                        |
| ---- | ------------------------- | -------------------- | ------------------------------------------- |
| 1988 | 성공시대                  |                      |                                             |
| 1995 | 네온 속으로 노을지다      | 김원                 |                                             |
| 1995 | 엄마에게 애인이 생겼어요! | 효섭                 |                                             |
| 1995 | 무소의 뿔처럼 혼자서 가라 | 박감동               |                                             |
| 1996 | 돼지가 우물에 빠진 날     | 효섭                 |                                             |
| 1996 | 진짜 사나이               | 질투하는 남자        | 우정출연                                    |
| 1997 | 바리케이드                | 한식                 |                                             |
| 2000 | 주노명 베이커리           | 편집방               | 특별출연                                    |
| 2000 | 이프                      | 박과장               |                                             |
| 2011 | 북촌방향                  | 중원                 |                                             |
| 2012 | 건축학개론                | 강 교수              |                                             |
| 2012 | 남영동1985                | 강 과장              |                                             |
| 2012 | 26년                      | 최 계장              |                                             |
| 2012 | 992                       | 가게 주인            |                                             |
| 2013 | 누구의 딸도 아닌 해원     | 중원                 |                                             |
| 2013 | 런닝맨                    | 김호                 | 본작의 만악의 근원이자 최종 보스            |
| 2013 | 관상                      | 한명회               |                                             |
| 2013 | 용의자                    | 신차장               |                                             |
| 2014 | 찌라시 : 위험한 소문      | 박영진               |                                             |
| 2014 | 자유의 언덕               | 상원                 |                                             |
| 2014 | 빅매치                    | 도 형사              |                                             |
| 2015 | 살인의뢰                  | 손명수               |                                             |
| 2015 | 스물                      | 치호 부              |                                             |
| 2015 | 소수의견                  | 홍재덕               |                                             |
| 2015 | 암살                      | 집사                 | 천만영화                                    |
| 2015 | 오피스                    | 김상규               |                                             |
| 2015 | 특종: 량첸살인기          | 문 이사              |                                             |
| 2015 | 검은 사제들               | 학장신부             |                                             |
| 2015 | 내부자들                  | 편집국장             |                                             |
| 2015 | 내부자들: 디 오리지널     | 편집국장             |                                             |
| 2015 | 극적인 하룻밤             | 의사                 |                                             |
| 2016 | 탐욕의 별                 |                      | 내래이션                                    |
| 2016 | 비밀은 없다               | 노재순               | 특별출연                                    |
| 2016 | 부산행                    | 용석                 | 본작의 메인 빌런이자 진 최종 보스, 천만영화 |
| 2016 | 춘몽                      | 사장                 | 특별출연                                    |
| 2016 | 당신자신과 당신의 것      | 김중행               |                                             |
| 2017 | 더 킹                     | 김응수               | 본작의 만악의 근원이자 최종 보스            |
| 2017 | 저수지 게임               | 딥쓰로트 보이스 액터 |                                             |
| 2017 | 강철비                    | 이의성               |                                             |
| 2017 | 1987                      | 이부영               | 특별출연                                    |
| 2018 | 골든 슬럼버               | 민씨                 |                                             |
| 2018 | 창궐                      | 이조                 |                                             |
| 2019 | 극한직업                  | 마포경찰서 서장      | 천만영화                                    |
| 2019 | 어쩌다, 결혼              | 채 기장              |                                             |
| 2020 | 돌멩이                    | 노신부               |                                             |
| 2020 | 나의 촛불                 | 감독                 | 영화감독 데뷔 첫 작품(with 주진우)          |
| 2020 | 외계+인                   |                      |                                             |
| 2021 | 세자매                    | 정범                 | 특별출연                                    |
| 2021 | 자산어보                  | 장 진사              |                                             |
| 2022 | 특송                      | 백 사장              |                                             |
| 2023 | 서울의 봄                 | 국방장관             | 천만영화                                    |
| 2024 | 외계+인 2부               | 자장                 |                                             |
| 2025 | 로비                      | 최 실장              |                                             |

### 드라마
- 1993년 ~ 1994년 SBS 월화 특별기획 드라마 《머나먼 쏭바강》 ... 이진욱 역
- 1995년 SBS 토요 특별기획 드라마 《박봉숙 변호사》 ... 사무장 역
- 2000년 KBS2 단막극 《드라마시티 - 바람둥이의 친구와 그의 아내》
- 2015년 SBS 월화 특별기획 대하드라마 《육룡이 나르샤》 ... 정몽주 역
- 2016년 MBC 수목 미니시리즈 《W》 ... 오성무 / 한상훈 역
- 2016년 웹 드라마 《긍정이 체질》 ... 환동의 아버지 역
- 2018년 tvN 주말 특별기획 드라마 《미스터 션샤인》 ... 이완익 역
- 2018년 tvN 토일드라마 《알함브라 궁전의 추억》 ... 차병준 역
- 2019년 KBS2 월화드라마 《국민 여러분!》 ... 김주명 역
- 2019년 tvN 토일드라마 《아스달 연대기》 ... 산웅 역
- 2021년 SBS 금토드라마 《모범택시》 ... 장성철 역
- 2022년 tvN 토일드라마 《슈룹》 ... 황원형 역
- 2023년 SBS 금토드라마 《모범택시 2》 ... 장성철 역
- 2023년 Netflix 오리지널 드라마 《택배기사》 ... 뚝딱 할배 역
- 2023년 tvN 토일드라마 《아라문의 검》 ... 산웅 역
- 2024년 SBS 금토드라마 《재벌Χ형사》 ... 특별출연
- 2024년 채널 A 토일드라마 《체크인 한양》 ... 천 방주 역
- 2025년 Netflix 오리지널 드라마 《중증외상센터》 ... 최조은 역
- 2025년 MBC 금토드라마 《언더커버 하이스쿨》 ... 서병문 역 (특별출연)
- 2025년 Disney+ 오리지널 드라마 《파인 : 촌뜨기들》 … 김 교수 역
- 2025년 JTBC 토일드라마 《에스콰이어 : 변호사를 꿈꾸는 변호사들》 … 고승철 역
- 2025년 SBS 금토드라마 《모범택시 3》 ... 장성철 역
- 미정 Disney+ 오리지널 드라마 《넉 오프》 … 배필구 역

### 연극
| 연도 | 제목         | 역할 |
| ---- | ------------ | ---- |
| 2013 | 우먼 인 블랙 | 킵스 |

## 작품 외 활동

### 방송 프로그램
| 연도 | 채널 | 제목                           | 비고                              |
| ---- | ---- | ------------------------------ | --------------------------------- |
| 2018 | MBC  | 탐사기획 스트레이트            | 2018년 2월 4일 ~ 2019년 12월 16일 |
| 2023 | SBS  | 꼬리에 꼬리를 무는 그날 이야기 | 2023년 4월 6일                    |

### 웹예능
| 연도 | 채널   | 제목              | 비고            |
| ---- | ------ | ----------------- | --------------- |
| 2025 | 유튜브 | 나영석의 와글와글 | 2025년 3월 21일 |

## 수상 및 후보
| 연도 | 시상식                     | 부문                                  | 작품                  | 결과 |
| ---- | -------------------------- | ------------------------------------- | --------------------- | ---- |
| 1997 | 제20회 황금촬영상          | 신인남우상                            | 돼지가 우물에 빠진 날 | 수상 |
| 2014 | 제50회 백상예술대상        | 영화부문 남자 조연상                  | 관상                  | 후보 |
| 2016 | 제5회 에이판 스타 어워즈   | 남자 연기상                           | W                     | 수상 |
| 2016 | 제25회 부일영화상          | 남우조연상                            | 부산행                | 수상 |
| 2016 | 제37회 청룡영화상          | 남우조연상                            | 부산행                | 후보 |
| 2016 | 제3회 한국영화제작가협회상 | 남우조연상                            | 부산행                | 수상 |
| 2016 | MBC 연기대상               | 미니시리즈부문 남자 황금연기상        | W                     | 수상 |
| 2017 | 제53회 백상예술대상        | 영화부문 남자 조연상                  | 부산행                | 수상 |
| 2017 | 제22회 춘사영화상          | 남우조연상                            | 부산행                | 후보 |
| 2021 | SBS 연기대상               | 미니시리즈 장르판타지부문 남자 조연상 | 모범택시              | 수상 |